# اریستوت انسیالا
اریستوت انسیالا (انگلیسی: Aristote Nsiala؛ زادهٔ ۲۵ مارس ۱۹۹۲) بازیکن فوتبال اهل جمهوری دموکراتیک کنگو است.
از باشگاه‌هایی که در آن بازی کرده‌است می‌توان به باشگاه فوتبال ساوتپورت، باشگاه فوتبال هارتل پول یونایتد، باشگاه فوتبال ایپسویچ تاون، باشگاه فوتبال گریمزبی تاون، باشگاه فوتبال آکرینگتون استنلی، باشگاه فوتبال شروزبری تاون، باشگاه فوتبال مکلسفیلد تاون، و باشگاه فوتبال اورتون اشاره کرد.
وی همچنین در تیم ملی فوتبال جمهوری دموکراتیک کنگو بازی کرده‌است.